# Crouts arramère
La Crouts arramère (« croix aux rameaux » en gascon), se situe sur la commune de Rion-des-Landes, dans le département français des Landes.

## Présentation
Datant du XVe siècle,ce bâtiment se compose de quatre arcades en pierre de style gothique sans voute, d'un toit aplati en tuile et d'une croix en fer forgé placée en son centre.
Sans source formelle, son origine et sa fonction première exacte restent aujourd'hui bien mystérieuse.
Depuis le XIXe siècle, plusieurs théories ont vu le jour. Pour certains il s'agirait des vestiges d'une ancienne église (le porche), d'un lieu d'assemblée de la communauté, d'un ancien baptistère, d'un abri d'une ancienne source guérisseuse, ou d'une tombe d'un sire d'Albret tombé lors de la bataille contre les Anglais à Tartas en 1442.
En 1834, fut découvert au bourg près du moulin (à proximité du monument), un tumulus contenant plusieurs sarcophages monolithes en granit, renfermant des squelettes d'hommes de grande taille. Ceux-ci se composaient d'une niche ronde pour accueillir la tête du défunt. Ces cercueils étaient mérovingiens ou carolingiens comme l'avance Dufourcet malheureusement, ils furent détruits.
Le 12 avril 1887, les membres de la société de Borda firent des recherches sur le site. La thèse la plus probable selon la société est que ce porche daterait du XVe siècle, et serait l'ancienne entrée d'un cimetière puisqu'ont été découvertes autour de celui-ci, des tuiles réunies deux par deux de façon à créer un petit sarcophage renfermant les squelettes de jeunes enfants. C'est ainsi qu'autrefois étaient enterrés les nouveau-nés qui mouraient avant d'être baptisés aux temps primitifs de l'Église.
Des porches similaires existaient dans les Landes, l'un au cimetière de Saint-Paul-en-Born et l'autre au cimetière de Saint-Vincent-de-Xaintes à Dax.
Il est de tradition d'une procession le jour des rameaux, partant de l'église jusqu'au porche, lieu où sont bénis les rameaux.
Le porche a fait partie de l'emblème de la ville jusqu'en 2017, date du rattachement de Boos à Rion et donc naissance d'un emblème commun.

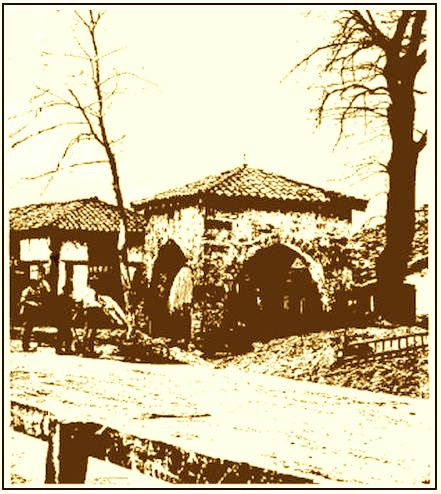
La crouts arramère en 1885.
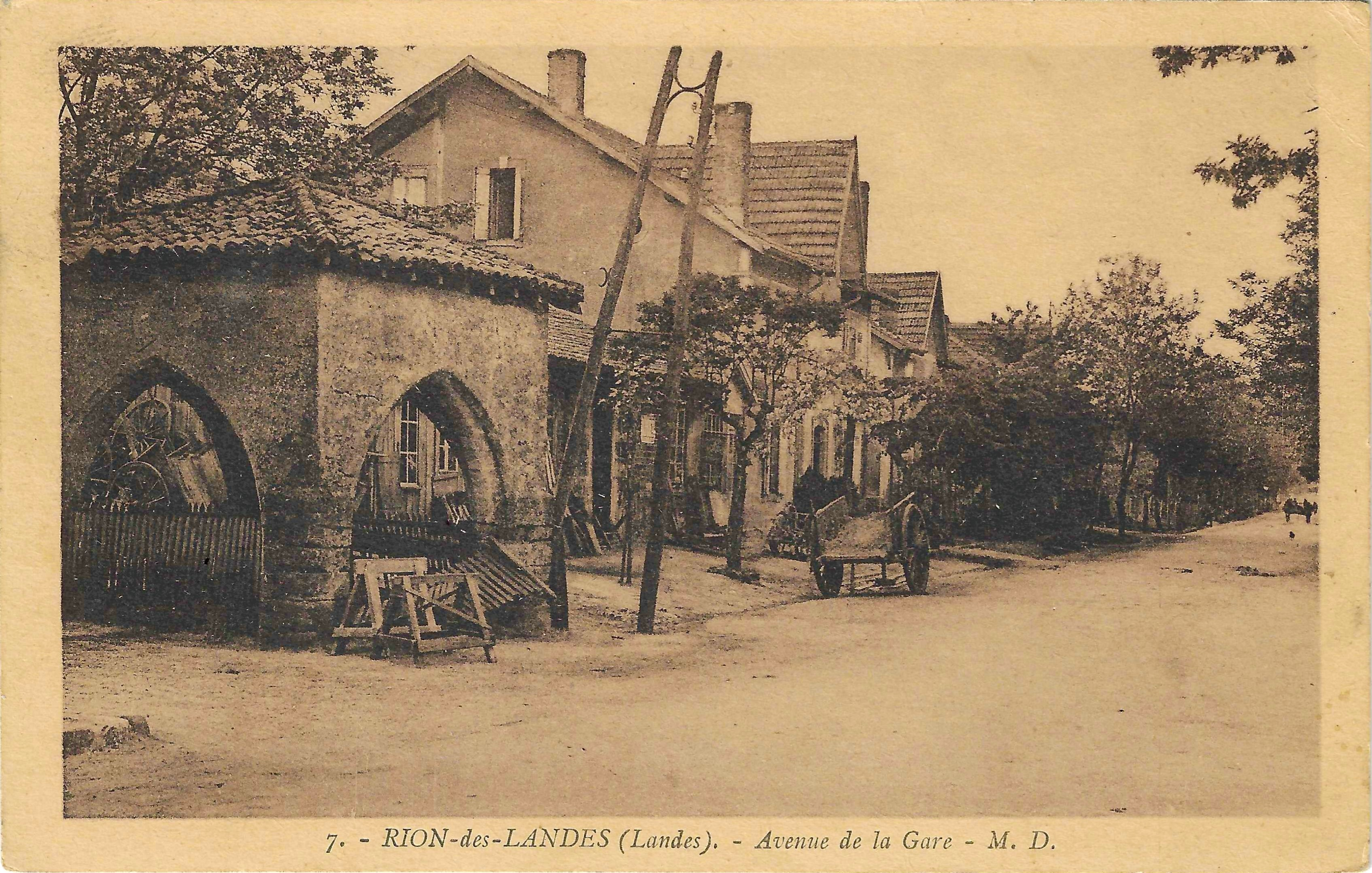
Le porche, à côté la forge maréchalerie Lapeyre. Cliché des années 30/40, carte postée en 1946.
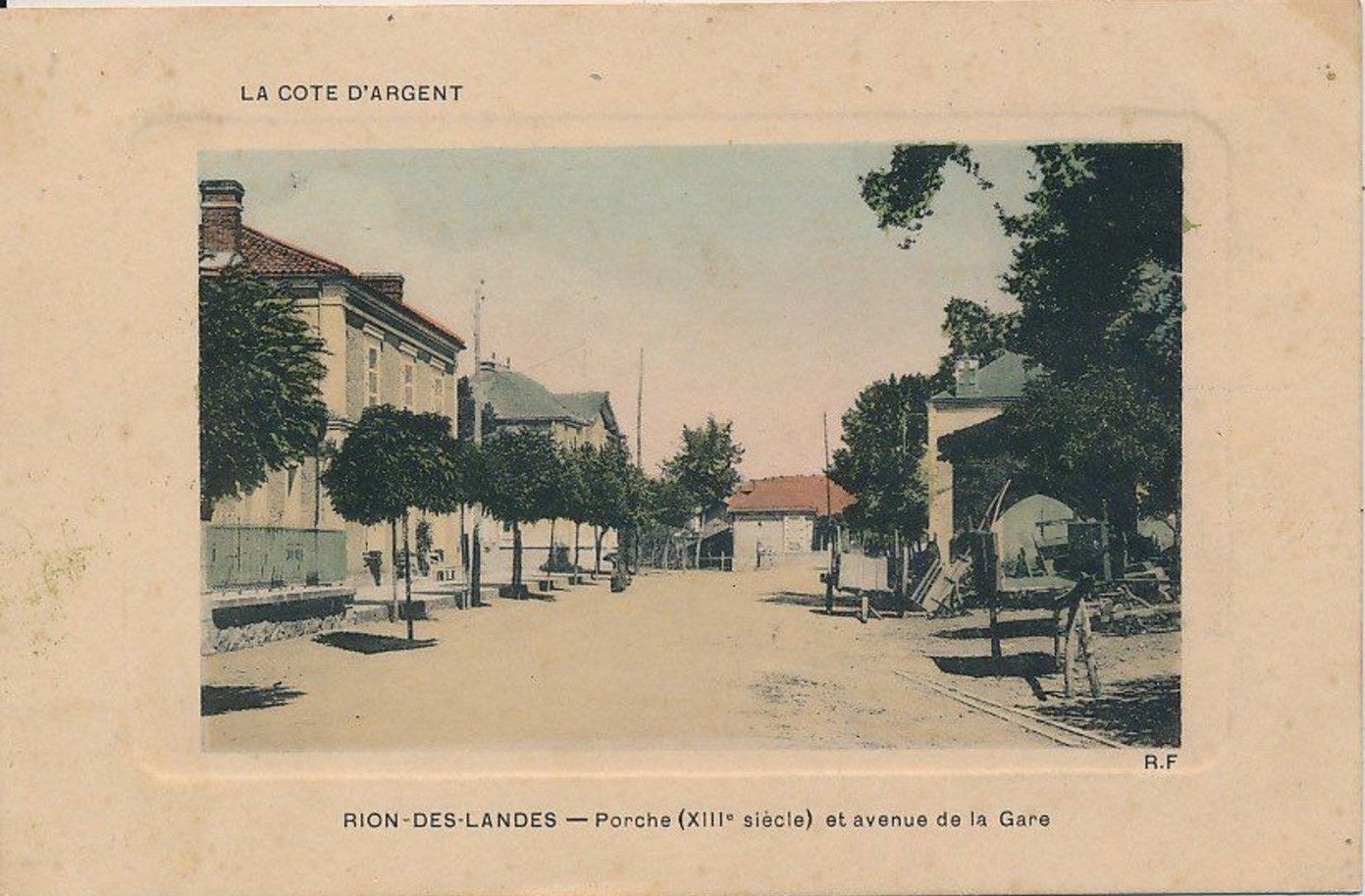
L'avenue de la gare au début du XXème, avec la crouts arramère.
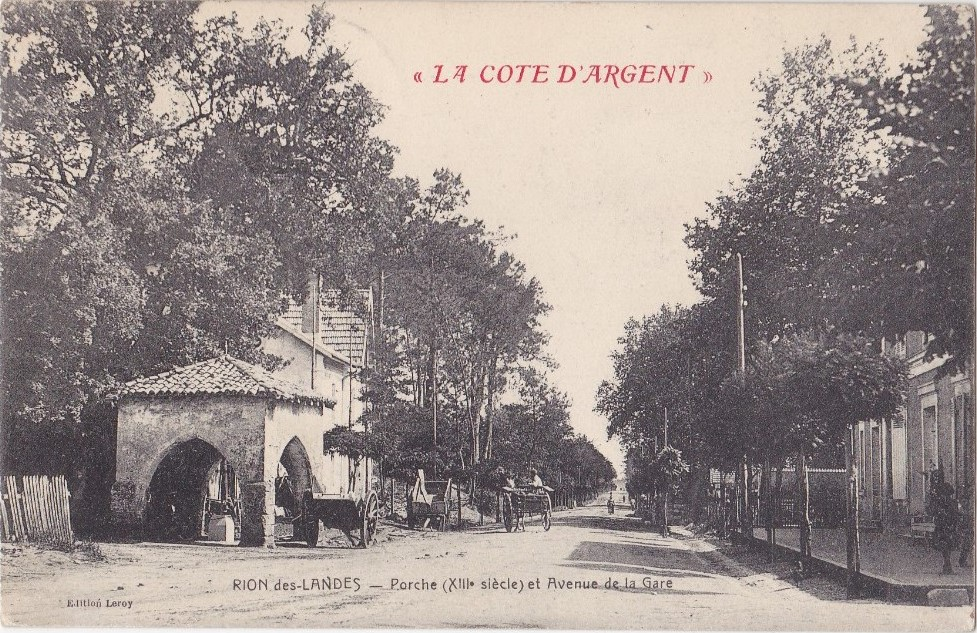
Le porche en 1907.